# Божедаровка (Оренбургская область)
Божедаровка — упразднённый посёлок в Грачёвском районе Оренбургской области России. На момент упразднения входил в состав сельского поселения Побединский сельсовет. Исключён из учётных данных в 1997 году.

## География
Располагался на ручье Благой вблизи места впадения его в реку Сенная, на расстоянии примерно 0,5 километра (по прямой) к северу от поселка Победа.

## История
По данным на 1931 год деревня Божедаровка состояла из 37 хозяйств. В административном отношении входил в состав Жилинского сельсовета Бузулукского района Средневолжского края.
По данным на 1939 год посёлок входил в состав Якутинского сельсовета Грачёвского района.
Постановление Законодательного Собрания Оренбургской области от 29 октября 1997 г. посёлок исключён из учётных данных.

## Население
По данным на 1930 год в деревне проживало 184 человека, основное население — русские.